# Irlandia na Letnich Igrzyskach Olimpijskich 2024
Irlandia na Letnich Igrzyskach Olimpijskich 2024 – reprezentacja Irlandii na Letnich Igrzyskach Olimpijskich 2024, które zostały rozegrane w dniach 26 lipca – 11 sierpnia w Paryżu, liczyła 134 zawodników.

## Zdobyte medale
| Medal | Zawodnik                       | Dyscyplina  | Konkurencja                      | Rezultat    | Data            |
| ----- | ------------------------------ | ----------- | -------------------------------- | ----------- | --------------- |
| Złoto | Daniel Wiffen                  | Pływanie    | 800 m st. dowolnym (m)           | 7:38,19 ·   | 30 lipca 2024   |
| Złoto | Fintan McCarthy Paul O'Donovan | Wioślarstwo | Dwójka podwójna wagi lekkiej (m) | 6:10.99     | 2 sierpnia 2024 |
| Złoto | Rhys McClenaghan               | Gimnastyka  | Ćwiczenia na koniu z łękami      | 15,533      | 3 sierpnia 2024 |
| Złoto | Kellie Harrington              | Boks        | -60 kg (k)                       | Wenlu W 4-1 | 6 sierpnia 2024 |
| Brąz  | Mona McSharry                  | Pływanie    | 100 m st. klasycznym (k)         | 1:05,59     | 29 lipca 2024   |
| Brąz  | Daire Lynch Philip Doyle       | Wioślarstwo | Dwójka podwójna (m)              | 6:15.17     | 1 sierpnia 2024 |
| Brąz  | Daniel Wiffen                  | Pływanie    | 1500 m st. dowolnym (m)          | 14:39,63    | 4 sierpnia 2024 |

## Badminton
| Zawodnik        | Kon.       | Faza grupowa     | Faza grupowa     | Faza grupowa     | Faza grupowa     | Faza grupowa | 1/8 finału       | Ćwierćfinały     | Półfinały        | Finał            | Finał | Źródło |
| Zawodnik        | Kon.       | Przeciwnik Wynik | Przeciwnik Wynik | Przeciwnik Wynik | Przeciwnik Wynik | Poz.         | Przeciwnik Wynik | Przeciwnik Wynik | Przeciwnik Wynik | Przeciwnik Wynik | Poz.  | Źródło |
| --------------- | ---------- | ---------------- | ---------------- | ---------------- | ---------------- | ------------ | ---------------- | ---------------- | ---------------- | ---------------- | ----- | ------ |
| Nhat Nguyen     | Singel (m) | Zilberman W 2-1  | Dahal W 2-0      | Axelsen P 0-2    | —                | 2.           | NQ               | NQ               | NQ               | NQ               | 14.   | [ 8 ]  |
| Rachael Darragh | Singel (k) | Stadelmann P 1-2 | Marín P 0-2      | —                | —                | 3.           | NQ               | NQ               | NQ               | NQ               | 27.   | [ 9 ]  |

## Boks
| Zawodnik          | Konkurencja  | 1/16             | 1/8              | Ćwierćfinał      | Półfinał         | Finał            | Finał   | Źródło |
| Zawodnik          | Konkurencja  | Przeciwnik Wynik | Przeciwnik Wynik | Przeciwnik Wynik | Przeciwnik Wynik | Przeciwnik Wynik | Miejsce | Źródło |
| ----------------- | ------------ | ---------------- | ---------------- | ---------------- | ---------------- | ---------------- | ------- | ------ |
| Jude Gallagher    | -57 kg (m)   | BYE              | Paalam P 0-5     | NQ               | NQ               | NQ               | 9.      | [ 10 ] |
| Dean Clancy       | -63,5 kg (m) | Al-Kasbeh P 2-3  | NQ               | NQ               | NQ               | NQ               | 17.     | [ 11 ] |
| Aidan Walsh       | -71 kg (m)   | Traoré P 0-4     | NQ               | NQ               | NQ               | NQ               | 17.     | [ 12 ] |
| Jack Marley       | -92 kg (m)   | BYE              | Bereźnicki W 4-1 | Boltaev P 1-4    | NQ               | NQ               | 5.      | [ 13 ] |
| Daina Moorehouse  | -50 kg (k)   | BYE              | Lkhadiri P 1-4   | NQ               | NQ               | NQ               | 9.      | [ 14 ] |
| Jennifer Lehane   | -54 kg (k)   | BYE              | Yuan P 0-5       | NQ               | NQ               | NQ               | 9.      | [ 15 ] |
| Michaela Walsh    | -57 kg (k)   | BYE              | Stanewa P 0-5    | NQ               | NQ               | NQ               | 9.      | [ 16 ] |
| Kellie Harrington | -60 kg (k)   | BYE              | Mesiano W 5-0    | Valdés W 5-0     | Ferreira W 4-1   | Wenlu W 4-1      | złoto   | [ 4 ]  |
| Grainne Walsh     | -66 kg (k)   | Hámori P 1-4     | NQ               | NQ               | NQ               | NQ               | 17.     | [ 17 ] |
| Aoife O’Rourke    | -75 kg (k)   | —                | Wójcik P 2-3     | NQ               | NQ               | NQ               | 9.      | [ 18 ] |

## Gimnastyka
| Zawodnik         | Konkurencja                 | Kwalifikacje | Kwalifikacje | Finał  | Finał   | Źródło       |
| Zawodnik         | Konkurencja                 | PH           | Miejsce      | PH     | Miejsce | Źródło       |
| ---------------- | --------------------------- | ------------ | ------------ | ------ | ------- | ------------ |
| Rhys McClenaghan | Ćwiczenia na koniu z łękami | 15,200       | 1.           | 15,533 | złoto   | [ 19 ] [ 3 ] |

## Golf
| Zawodnik         | Konkurencja | Runda 1 | Runda 2 | Runda 3 | Runda 4 | Łącznie | Łącznie | Łącznie | Źródło |
| Zawodnik         | Konkurencja | Wynik   | Wynik   | Wynik   | Wynik   | Wynik   | Par     | Pozycja | Źródło |
| ---------------- | ----------- | ------- | ------- | ------- | ------- | ------- | ------- | ------- | ------ |
| Rory McIlroy     | Mężczyźni   | 68      | 69      | 66      | 66      | 269     | -15     | 5.      | [ 20 ] |
| Shane Lowry      | Mężczyźni   | 71      | 71      | 66      | 71      | 279     | -5      | 26.     | [ 20 ] |
| Stephanie Meadow | Kobiety     | 78      | 74      | 72      | 70      | 294     | +5      | 39.     | [ 21 ] |
| Leona Maguire    | Kobiety     | 78      | 79      | 83      | 71      | 311     | +23     | 59.     | [ 21 ] |

## Hokej na trawie
| Konkurencja | Faza grupowa     | Faza grupowa     | Faza grupowa     | Faza grupowa     | Faza grupowa        | Faza grupowa | Ćwierćfinały     | Półfinały        | Finał            | Pozycja | Źródło |
| Konkurencja | Przeciwnik Wynik | Przeciwnik Wynik | Przeciwnik Wynik | Przeciwnik Wynik | Przeciwnik Wynik    | Pozycja      | Przeciwnik Wynik | Przeciwnik Wynik | Przeciwnik Wynik | Pozycja | Źródło |
| ----------- | ---------------- | ---------------- | ---------------- | ---------------- | ------------------- | ------------ | ---------------- | ---------------- | ---------------- | ------- | ------ |
| Mężczyźni   | Belgia P 0-2     | Australia P 1-2  | Indie P 0-2      | Argentyna P 1-2  | Nowa Zelandia W 2-1 | 5.           | NQ               | NQ               | NQ               | 10.     | [ 22 ] |

## Jeździectwo
Ujeżdżenie
| Zawodnik     | Konkurencja   | Koń     | Grand Prix | Grand Prix | Grand Prix Freestyle | Grand Prix Freestyle | Finał | Finał | Źródło |
| Zawodnik     | Konkurencja   | Koń     | Wynik      | Poz.       | Technicznie          | Artystycznie         | Wynik | Poz.  | Źródło |
| ------------ | ------------- | ------- | ---------- | ---------- | -------------------- | -------------------- | ----- | ----- | ------ |
| Abigail Lyle | Indywidualnie | Giraldo | 69,441     | 37.        | NQ                   | NQ                   | NQ    | NQ    | [ 23 ] |

Skoki przez przeszkody
| Zawodnik                                  | Konkurencja   | Koń                            | Kwalifikacje | Kwalifikacje | Finał | Finał  | Finał   | Dogrywka | Dogrywka | Dogrywka | Źródło        |
| Zawodnik                                  | Konkurencja   | Koń                            | Kary         | Pozycja      | Kary  | Czas   | Pozycja | Kary     | Czas     | Pozycja  | Źródło        |
| ----------------------------------------- | ------------- | ------------------------------ | ------------ | ------------ | ----- | ------ | ------- | -------- | -------- | -------- | ------------- |
| Shane Sweetnam                            | Indywidualnie | James Kann Cruz                | 0            | 1.           | 12    | 82,03  | 22.     | NQ       | NQ       | NQ       | [ 24 ] [ 25 ] |
| Daniel Coyle                              | Indywidualnie | Legacy                         | 0            | 1.           | DNS   | DNS    | DNS     | NQ       | NQ       | NQ       | [ 24 ] [ 25 ] |
| Cian O'Connor                             | Indywidualnie | Maurice                        | 4            | 32.          | NQ    | NQ     | NQ      | NQ       | NQ       | NQ       | [ 24 ] [ 25 ] |
| Shane Sweetnam Daniel Coyle Cian O'Connor | Drużynowo     | James Kann Cruz Legacy Maurice | 9            | 6.           | 14    | 235,59 | 7.      | —        | —        | —        | [ 26 ]        |

WKKW
| Zawodnik                                            | Konkurencja   | Koń                                                      | Ujeżdżenie | Ujeżdżenie | Cross country | Cross country | Cross country | Skoki        | Skoki        | Skoki        | Skoki | Skoki | Skoki | Razem  | Razem   | Źródło               |
| Zawodnik                                            | Konkurencja   | Koń                                                      | Ujeżdżenie | Ujeżdżenie | Cross country | Cross country | Cross country | Kwalifikacje | Kwalifikacje | Kwalifikacje | Finał | Finał | Finał | Razem  | Razem   | Źródło               |
| Zawodnik                                            | Konkurencja   | Koń                                                      | Kary       | Poz.       | Kary          | Suma          | Poz.          | Kary         | Suma         | Poz.         | Kary  | Suma  | Poz.  | Kary   | Miejsce | Źródło               |
| --------------------------------------------------- | ------------- | -------------------------------------------------------- | ---------- | ---------- | ------------- | ------------- | ------------- | ------------ | ------------ | ------------ | ----- | ----- | ----- | ------ | ------- | -------------------- |
| Susie Berry                                         | Indywidualnie | Wellfields Lincoln                                       | 33         | 32.        | 15,2          | 48,2          | 36.           | 4            | 52,2         | 31.          | NQ    | NQ    | NQ    | 52,2   | 31.     | [ 27 ] [ 28 ] [ 29 ] |
| Sarah Ennis                                         | Indywidualnie | Action Lady M                                            | 37,7       | 54.        | 3,2           | 41,2          | 29.           | NQ           | NQ           | NQ           | NQ    | NQ    | NQ    | —      | —       | [ 27 ] [ 28 ] [ 29 ] |
| Austin O'Connor                                     | Indywidualnie | Colorado Blue                                            | 31,7       | 28.        | 0             | 31,7          | 14.           | 8            | 39,7         | 21.          | 0     | 39,7  | 17.   | 39,7   | 17.     | [ 27 ] [ 28 ] [ 29 ] |
| Susie Berry Sarah Ennis Austin O'Connor Aoife Clark | Drużynowo     | Wellfields Lincoln Action Lady M Colorado Blue Freelance | 102,7      | 11.        | 18,4          | 121,1         | 8.            | 16           | 157,10       | 9.           | NQ    | NQ    | NQ    | 157,10 | 9.      | [ 30 ] [ 31 ] [ 32 ] |

## Kajakarstwo
Kajakarstwo górskie
| Zawodnik          | Konkurencja    | Eliminacje | Eliminacje | Eliminacje | Eliminacje | Eliminacje | Eliminacje | Półfinały | Półfinały | Finał | Finał   | Źródło               |
| Zawodnik          | Konkurencja    | P 1        | M.         | P 2        | M.         | Razem      | M.         | Czas      | Miejsce   | Czas  | Miejsce | Źródło               |
| ----------------- | -------------- | ---------- | ---------- | ---------- | ---------- | ---------- | ---------- | --------- | --------- | ----- | ------- | -------------------- |
| Liam Jegou        | Slalom C-1 (m) | 102,67     | 17.        | 99,93      | 12.        | 99,93      | 16.        | 96,52     | 6.        | 98,52 | 7.      | [ 33 ] [ 34 ] [ 35 ] |
| Noel Hendrick     | Slalom K-1 (m) | 98,64      | 18.        | 90,68      | 12.        | 90,68      | 19.        | 102,46    | 15.       | NQ    | NQ      | [ 36 ] [ 37 ]        |
| Michaela Corcoran | Slalom C-1 (k) | 129,55     | 21.        | 168,08     | 21.        | 129,55     | 21.        | NQ        | NQ        | NQ    | NQ      | [ 38 ]               |
| Madison Corcoran  | Slalom K-1 (k) | 159,62     | 25.        | 115,93     | 23.        | 115,93     | 24.        | NQ        | NQ        | NQ    | NQ      | [ 39 ]               |

| Zawodnik         | Konkurencja   | Kwalifikacje | Kwalifikacje | Runda 1 | Repasaże | Eliminacje | Ćwierćfinały | Półfinały | Finał   | Pozycja | Źródło                      |
| Zawodnik         | Konkurencja   | Czas         | Miejsce      | Miejsce | Miejsce  | Miejsce    | Miejsce      | Miejsce   | Miejsce | Pozycja | Źródło                      |
| ---------------- | ------------- | ------------ | ------------ | ------- | -------- | ---------- | ------------ | --------- | ------- | ------- | --------------------------- |
| Liam Jegou       | Cross K-1 (m) | 70,81        | 18.          | 4.      | 1.       | 3.         | NQ           | NQ        | NQ      | 22.     | [ 40 ] [ 41 ] [ 42 ] [ 43 ] |
| Noel Hendrick    | Cross K-1 (m) | 69,31        | 14.          | 3.      | 1.       | 3.         | NQ           | NQ        | NQ      | 21.     | [ 40 ] [ 41 ] [ 42 ] [ 43 ] |
| Madison Corcoran | Cross K-1 (k) | 83,49        | 35.          | 4.      | 2.       | 4.         | NQ           | NQ        | NQ      | 25.     | [ 44 ] [ 45 ] [ 46 ] [ 47 ] |

## Kolarstwo

### Kolarstwo szosowe
| Zawodnik       | Konkurencja                    | Czas     | Pozycja | Źródło |
| -------------- | ------------------------------ | -------- | ------- | ------ |
| Ben Healy      | Wyścig ze startu wspólnego (m) | 6:20:54  | 10.     | [ 48 ] |
| Ryan Mullen    | Wyścig ze startu wspólnego (m) | 6:36:31  | 60.     | [ 48 ] |
| Ryan Mullen    | Jazda indywidualna na czas (m) | 37:57,16 | 12.     | [ 49 ] |
| Megan Armitage | Wyścig ze startu wspólnego (k) | 4:06:58  | 35.     | [ 50 ] |

### Kolarstwo torowe
Sprint drużynowy
| Zawodnik                                             | Konkurencja          | Kwalifikacje | Kwalifikacje | Półfinały  | Półfinały | Finał      | Finał   | Źródło |
| Zawodnik                                             | Konkurencja          | Czas         | Miejsce      | Przeciwnik | Miejsce   | Przeciwnik | Miejsce | Źródło |
| ---------------------------------------------------- | -------------------- | ------------ | ------------ | ---------- | --------- | ---------- | ------- | ------ |
| Lara Gillespie Mia Griffin Kelly Murphy Alice Sharpe | Wyścig drużynowy (k) | 4:12,447     | 9.           | NQ         | NQ        | NQ         | NQ      | [ 51 ] |

Omnium
| Zawodnik       | Konkurencja | Scratch | Scratch | Wyścig tempowy | Wyścig tempowy | Wyścig eliminacyjny | Wyścig eliminacyjny | Wyścig punktowy | Wyścig punktowy | Wyścig punktowy | Suma punktów | Pozycja | Źródło |
| Zawodnik       | Konkurencja | Miejsce | Punkty  | Miejsce        | Punkty         | Miejsce             | Punkty              | Sprint          | Okrążenia       | Miejsce         | Suma punktów | Pozycja | Źródło |
| -------------- | ----------- | ------- | ------- | -------------- | -------------- | ------------------- | ------------------- | --------------- | --------------- | --------------- | ------------ | ------- | ------ |
| Lara Gillespie | Kobiety     | 15.     | 14      | 1.             | 40             | 9.                  | 24                  | 3               | 20              | 6.              | 99           | 10.     |        |

Madison
| Zawodnik                    | Konkurencja | Punkty | Okrążenia | Pozycja | Źródło |
| --------------------------- | ----------- | ------ | --------- | ------- | ------ |
| Alice Sharpe Lara Gillespie | Kobiety     | 3      | 0         | 11.     |        |

## Lekkoatletyka

### Konkurencje biegowe
| Zawodnik                                                                  | Konkurencja                 | Eliminacje | Eliminacje | I runda   | I runda | Repasaże | Repasaże | Półfinał | Półfinał | Finał     | Finał   | Pozycja | Źródło               |
| Zawodnik                                                                  | Konkurencja                 | Wynik      | Miejsce    | Wynik     | Miejsce | Wynik    | Miejsce  | Wynik    | Miejsce  | Wynik     | Miejsce | Pozycja | Źródło               |
| ------------------------------------------------------------------------- | --------------------------- | ---------- | ---------- | --------- | ------- | -------- | -------- | -------- | -------- | --------- | ------- | ------- | -------------------- |
| Mark English                                                              | 800 m (m)                   | —          | —          | 1:45,15   | 2.      | BYE      | BYE      | 1:45,97  | 6.       | NQ        | NQ      | 18.     | [ 52 ]               |
| Andrew Coscoran                                                           | 1500 m (m)                  | —          | —          | 3:42,07   | 15.     | 3:39,45  | 12.      | NQ       | NQ       | NQ        | NQ      | 43.     | [ 53 ] [ 54 ]        |
| Cathal Doyle                                                              | 1500 m (m)                  | —          | —          | 3:37,82   | 9.      | 3:34,92  | 1.       | 3:33,15  | 10.      | NQ        | NQ      | 16.     | [ 55 ] [ 56 ] [ 57 ] |
| Luke McCann                                                               | 1500 m (m)                  | —          | —          | 3:35,73   | 8.      | 3:36,50  | 7.       | NQ       | NQ       | NQ        | NQ      | 35.     | [ 58 ] [ 56 ]        |
| Brian Fay                                                                 | 5000 m (m)                  | —          | —          | 13:55.35  | 13.     | —        | —        | —        | —        | NQ        | NQ      |         | [ 59 ]               |
| Sophie Becker                                                             | 400 m (k)                   | —          | —          | 51,84     | 6.      | 51,28    | 2.       | NQ       | NQ       | NQ        | NQ      |         | [ 60 ] [ 61 ]        |
| Sharlene Mawdsley                                                         | 400 m (k)                   | —          | —          | 50,71 ·   | 4.      | 51,18    | 3.       | NQ       | NQ       | NQ        | NQ      |         | [ 62 ] [ 63 ]        |
| Rhasidat Adeleke                                                          | 400 m (k)                   | —          | —          | 50,09     | 1.      | BYE      | BYE      | 49,95    | 2.       | 49,28     | 4.      | 4.      | [ 64 ] [ 65 ] [ 66 ] |
| Sophie O'Sullivan                                                         | 1500 m (k)                  | —          | —          | 4:00,23 · | 7.      | 4:03,73  | 4.       | NQ       | NQ       | NQ        | NQ      |         | [ 67 ] [ 68 ]        |
| Sarah Healy                                                               | 1500 m (k)                  | —          | —          | 4:02,91   | 7.      | 4:07,60  | 4.       | NQ       | NQ       | NQ        | NQ      |         | [ 69 ] [ 70 ]        |
| Jodie McCann                                                              | 5000 m (k)                  | —          | —          | 15:55.08  | 20.     | —        | —        | —        | —        | NQ        | NQ      |         | [ 71 ]               |
| Sarah Lavin                                                               | 100 m przez płotki (k)      | —          | —          | 12,73     | 2.      | BYE      | BYE      | 12,69    | 6.       | NQ        | NQ      |         | [ 72 ] [ 73 ]        |
| Fionnuala McCormack                                                       | Maraton (k)                 | —          | —          | —         | —       | —        | —        | —        | —        | 2:30:12   | 28.     | 28.     | [ 74 ]               |
| Sophie Becker Phil Healy Kelly McGrory Sharlene Mawdsley Rhasidat Adeleke | Sztafeta 4 × 400 m (k)      | —          | —          | 3:25.05   | 3.      | —        | —        | —        | —        | 3:19.90 · | 4.      | 4.      | [ 75 ] [ 76 ]        |
| Christopher O’Donnell Sophie Becker Thomas Barr Sharlene Mawdsley         | Sztafeta mieszana 4 × 400 m | —          | —          | 3:12.67   | 10.     | —        | —        | —        | —        | NQ        | NQ      | 10.     | [ 77 ]               |

### Konkurencje techniczne
| Zawodnik       | Konkurencja        | Kwalifikacje | Kwalifikacje | Finał | Finał   | Źródło |
| Zawodnik       | Konkurencja        | Wynik        | Miejsce      | Wynik | Miejsce | Źródło |
| -------------- | ------------------ | ------------ | ------------ | ----- | ------- | ------ |
| Eric Favors    | Pchnięcie kulą (m) | 19,02        | 27.          | NQ    | NQ      | [ 78 ] |
| Nicola Tuthill | Rzut młotem (k)    | 69,90        | 16.          | NQ    | NQ      | [ 79 ] |

### Siedmiobój
| Zawodnik      | Konkurencja | 100 m | HJ     | SP    | 200 m   | LJ   | JT    | 800 m     | Razem | Pozycja | Źródło                                           |
| ------------- | ----------- | ----- | ------ | ----- | ------- | ---- | ----- | --------- | ----- | ------- | ------------------------------------------------ |
| Kate O'Connor | Kobiety     | 14,08 | 1,77 · | 13,79 | 24,77 · | 5,79 | 50,36 | 2:13,25 · | 6167  | 14.     | [ 80 ] [ 81 ] [ 82 ] [ 83 ] [ 84 ] [ 85 ] [ 86 ] |

## Pływanie
| Zawodnik                                                    | Konkurencja                   | Eliminacje | Eliminacje | Półfinał | Półfinał | Finał     | Finał | Źródło              |
| Zawodnik                                                    | Konkurencja                   | Czas       | Poz.       | Czas     | Poz.     | Czas      | Poz.  | Źródło              |
| ----------------------------------------------------------- | ----------------------------- | ---------- | ---------- | -------- | -------- | --------- | ----- | ------------------- |
| Thomas Fannon                                               | 50 m st. dowolnym (m)         | 21,79 ·    | 6.         | 21,74 ·  | 10.      | NQ        | NQ    | [ 87 ] [ 88 ]       |
| Shane Ryan                                                  | 50 m st. dowolnym (m)         | DNS        | DNS        | NQ       | NQ       | NQ        | NQ    | [ 87 ] [ 88 ]       |
| Daniel Wiffen                                               | 800 m st. dowolnym (m)        | 7:41,53    | 1.         | —        | —        | 7:38,19 · | złoto | [ 89 ] [ 1 ]        |
| Daniel Wiffen                                               | 1500 m st. dowolnym (m)       | 14:40,34   | 1.         | —        | —        | 14:39,63  | brąz  | [ 90 ] [ 7 ]        |
| Daniel Wiffen                                               | 10 km na otwartym akwenie (m) | —          | —          | —        | —        | 1:57:20,1 | 18.   | [ 91 ]              |
| Conor Ferguson Darragh Greene Max McCusker Shane Ryan       | 4 x 100 m st. zmiennym (m)    | 3:33,81 ·  | 11.        | —        | —        | NQ        | NQ    | [ 92 ]              |
| Danielle Hill                                               | 50 m st. dowolnym (k)         | 25,02      | 21.        | NQ       | NQ       | NQ        | NQ    | [ 93 ]              |
| Danielle Hill                                               | 100 m st. grzbietowym (k)     | 1:00,40    | 16.        | 1:00,80  | 16.      | NQ        | NQ    | [ 94 ] [ 95 ]       |
| Mona McSharry                                               | 100 m st. klasycznym (k)      | 1:05,74    | 3.         | 1:05,51  | 2.       | 1:05,59   | brąz  | [ 96 ] [ 97 ] [ 5 ] |
| Mona McSharry                                               | 200 m st. klasycznym (k)      | 2:23,98    | 7.         | 2:24,48  | 11.      | NQ        | NQ    | [ 98 ] [ 99 ]       |
| Ellen Walshe                                                | 100 m st. motylkowym (k)      | 58,70      | 22.        | NQ       | NQ       | NQ        | NQ    | [ 100 ]             |
| Ellen Walshe                                                | 200 m st. zmiennym (k)        | 2:11,81    | 15.        | 2:11,35  | 13.      | NQ        | NQ    | [ 101 ] [ 102 ]     |
| Ellen Walshe                                                | 400 m st. zmiennym (k)        | 4:39,97    | 7.         | —        | —        | 4:40,70   | 8.    | [ 103 ]             |
| Danielle Hill Grace Davison Erin Riordan Victoria Catterson | 4 x 100 m st. dowolnym (k)    | 3:42,67    | 16.        | —        | —        | NQ        | NQ    | [ 104 ]             |
| Danielle Hill Grace Davison Mona McSharry Ellen Walshe      | 4 x 100 m st. zmiennym (k)    | 4:00,12 ·  | 11.        | —        | —        | NQ        | NQ    | [ 105 ]             |

## Rugby 7
| Konkurencja | Faza grupowa             | Faza grupowa             | Faza grupowa          | Faza grupowa | Ćwierćfinały     | Półfinały                 | Finał/Mecz 3.miejsce    | Pozycja | Źródło                                  |
| Konkurencja | Przeciwnik Wynik         | Przeciwnik Wynik         | Przeciwnik Wynik      | Pozycja      | Przeciwnik Wynik | Przeciwnik Wynik          | Przeciwnik Wynik        | Pozycja | Źródło                                  |
| ----------- | ------------------------ | ------------------------ | --------------------- | ------------ | ---------------- | ------------------------- | ----------------------- | ------- | --------------------------------------- |
| Mężczyźni   | Południowa Afryka W 10-5 | Japonia W 40-5           | Nowa Zelandia P 12-14 | 2.           | Fidżi P 15-19    | Stany Zjednoczone W 17-14 | Nowa Zelandia P 7-17    | 6.      | [ 106 ] [ 107 ] [ 108 ] [ 109 ] [ 110 ] |
| Kobiety     | Wielka Brytania P 12-21  | Południowa Afryka W 38-0 | Australia P 14-19     | 3.           | Australia P 7-40 | Francja P 7-19            | Wielka Brytania P 12-28 | 8.      | [ 111 ] [ 112 ] [ 113 ] [ 114 ] [ 115 ] |

## Skoki do wody
| Zawodnik      | Konkurencja                      | Eliminacje | Eliminacje | Półfinał | Półfinał | Finał | Finał   | Źródło  |
| Zawodnik      | Konkurencja                      | Wynik      | Pozycja    | Wynik    | Pozycja  | Wynik | Pozycja | Źródło  |
| ------------- | -------------------------------- | ---------- | ---------- | -------- | -------- | ----- | ------- | ------- |
| Jake Passmore | Trampolina 3 m indywidualnie (m) | 360,90     | 21.        | NQ       | NQ       | NQ    | NQ      | [ 116 ] |
| Ciara McGing  | Wieża 10 m indywidualnie (k)     | 188,50     | 29.        | NQ       | NQ       | NQ    | NQ      | [ 117 ] |

## Taekwondo
| Zawodnik     | Konkurencja | Kwalifikacje     | 1/8 finału             | Ćwierćfinał      | Półfinał         | Repasaż          | Finał / 3.miejsce | Finał / 3.miejsce | Źródło  |
| Zawodnik     | Konkurencja | Przeciwnik Wynik | Przeciwnik Wynik       | Przeciwnik Wynik | Przeciwnik Wynik | Przeciwnik Wynik | Przeciwnik Wynik  | Pozycja           | Źródło  |
| ------------ | ----------- | ---------------- | ---------------------- | ---------------- | ---------------- | ---------------- | ----------------- | ----------------- | ------- |
| Jack Woolley | -58 kg (m)  | BYE              | Gashim Magomedov P 0-2 | NQ               | NQ               | NQ               | NQ                | 9.                | [ 118 ] |

## Wioślarstwo
| Zawodnik                                              | Konkurencja                      | Eliminacje | Eliminacje | Repasaże | Repasaże | Ćwierćfinał | Ćwierćfinał | Półfinał | Półfinał | Finał   | Finał   | Miejsce | Źródło                  |
| Zawodnik                                              | Konkurencja                      | Czas       | Poz.       | Czas     | Poz.     | Czas        | Poz.        | Czas     | Poz.     | Czas    | Poz.    | Miejsce | Źródło                  |
| ----------------------------------------------------- | -------------------------------- | ---------- | ---------- | -------- | -------- | ----------- | ----------- | -------- | -------- | ------- | ------- | ------- | ----------------------- |
| Daire Lynch Philip Doyle                              | Dwójka podwójna (m)              | 6:13.24    | 1.         | BYE      | BYE      | —           | —           | 6:13.14  | 1.       | 6:15.17 | 3.      | brąz    | [ 119 ] [ 120 ] [ 6 ]   |
| Fintan McCarthy Paul O'Donovan                        | Dwójka podwójna wagi lekkiej (m) | 6:34.12    | 1.         | BYE      | BYE      | —           | —           | 6:21.88  | 1.       | 6:10.99 | 1.      | złoto   | [ 121 ] [ 122 ] [ 2 ]   |
| Ross Corrigan Nathan Timoney                          | Dwójka bez sternika (m)          | 6:32.69    | 3.         | BYE      | BYE      | —           | —           | 6:32.22  | 3.       | 6:30.49 | 6.      | 6.      | [ 123 ] [ 124 ] [ 125 ] |
| Zoe Hyde Alison Bergin                                | Dwójka podwójna (k)              | 6:52.61    | 3.         | BYE      | BYE      | —           | —           | 6:55.08  | 5.       | 6:55.62 | 4. (FB) | 10.     |                         |
| Aoife Casey Margaret Cremen                           | Dwójka podwójna wagi lekkiej (k) | 7:12.89    | 3.         | 7:11.38  | 1.       | —           | —           | 6:59.72  | 3.       | 6:54.57 | 5.      | 5.      |                         |
| Aifric Keogh Fiona Murtagh                            | Dwójka bez sternika (k)          | 7:28.22    | 2.         | BYE      | BYE      | —           | —           | 7:32.97  | 6.       | 7:08.88 | 2. (FB) | 8.      |                         |
| Emily Hegarty Eimear Lambe Natalie Long Imogen Magner | Czwórka bez sternika (k)         | 6:51.75    | 3.         | 6:38.10  | 4.       | —           | —           | —        | —        | 6:34.74 | 1. (FB) | 7.      |                         |

## Żeglarstwo
| Zawodnik                      | Konkurencja | Wyścig | Wyścig | Wyścig | Wyścig | Wyścig | Wyścig | Wyścig | Wyścig | Wyścig | Wyścig | Wyścig | Wyścig | Wyścig | Punkty | Finałowa pozycja | Źródło  |
| Zawodnik                      | Konkurencja | 1      | 2      | 3      | 4      | 5      | 6      | 7      | 8      | 9      | 10     | 11     | 12     | M*     | Punkty | Finałowa pozycja | Źródło  |
| ----------------------------- | ----------- | ------ | ------ | ------ | ------ | ------ | ------ | ------ | ------ | ------ | ------ | ------ | ------ | ------ | ------ | ---------------- | ------- |
| Finn Lynch                    | ILCA 7      | 9      | 25     | 26     | 22     | 12     | 7      | 13     | 11     | —      | —      | —      | —      | 16     | 115    | 10.              | [ 126 ] |
| Robert Dickson Sean Waddilove | 49er        | 9      | 4      | 1      | 4      | 2      | DSQ    | 4      | 13     | 9      | 11     | 14     | 2      | 18     | 91     | 4.               | [ 127 ] |
| Eve McMahon                   | ILCA 6      | 8      | 21     | 16     | 22     | 34     | 13     | 6      | 15     | 7      | —      | —      | —      | NQ     | 108    | 13.              | [ 128 ] |